# Hexagon AB
Hexagon AB er en svensk it-virksomhed, der er specialiseret i udstyr og software til metrologi. Selskabet blev etableret i 1992 og har hovedkvarter i Stockholm. Hexagon er børsnoteret på Stockholmsbörsen og SIX Swiss Exchange.
Hexagon er organiseret i divisionerne: Landbrug, Autonomi & Positionering, Geosystemer (GEO), Manufacturing Intelligence (MI), Minedrift (MIN), Asset Lifecycle Intelligence, Safety, Infrastructure & Geospatial (SIG) og Xalt Solutions.